# Porfiroide

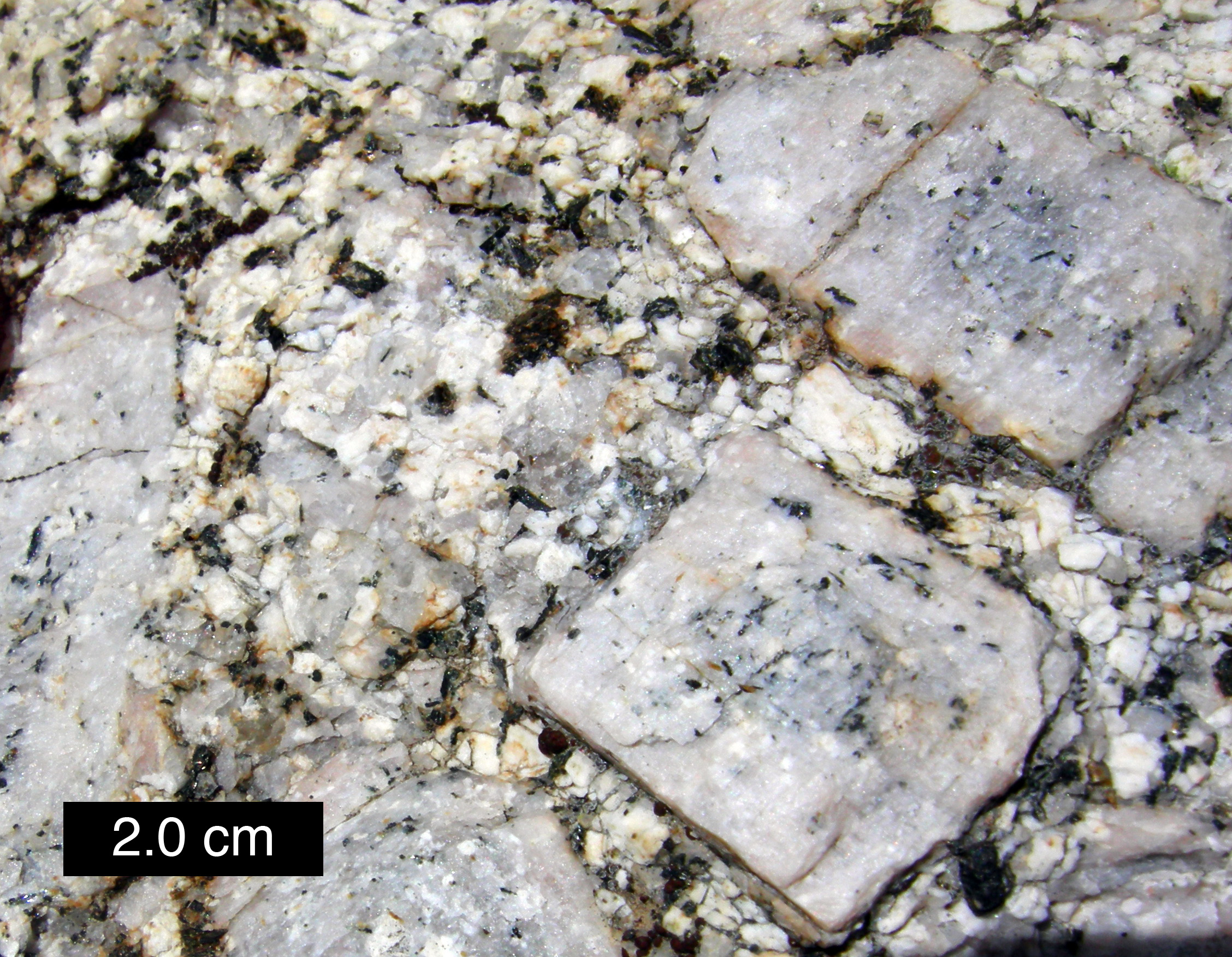
Textura porfírica de um granito; os fenocristais de feldspato são maiores que os cristais da matriz (Sierra Nevada, Rock Creek Canyon, Califórnia).

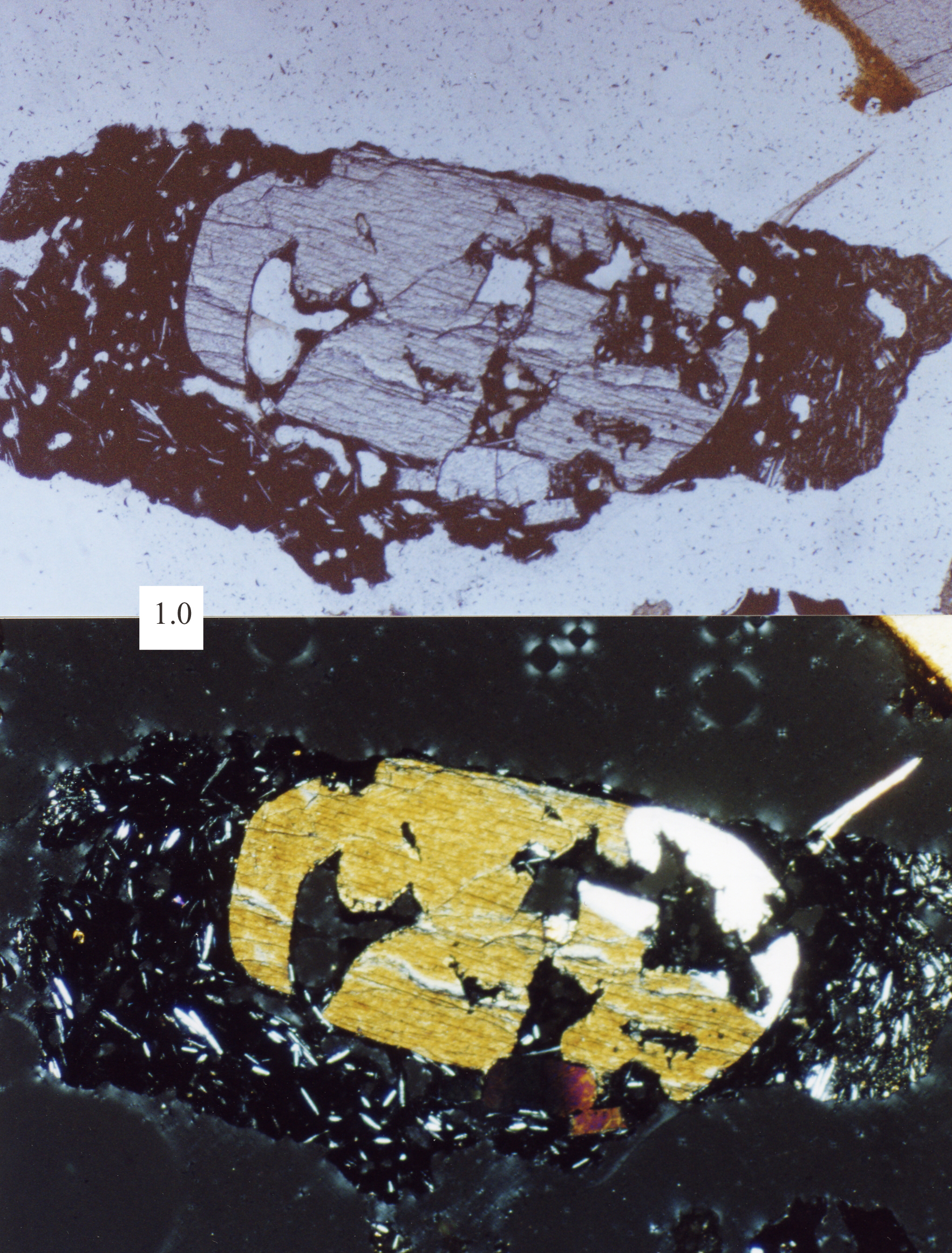
Um grão de areia vulcânica porfirítica vista ao microscópio de luz polarizada.

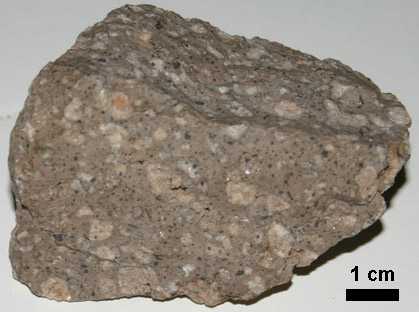
Porfiroide de andesite do cume do O'Leary Peak.

Porfiroide é a designação dada em mineralogia e petrologia à aparência das rochas ígneas onde é visível uma clara e distintiva diferenciação no tamanho dos cristais que as compõem, com cristais de grandes dimensões e de forma bem definida (denominados fenocristais) no seio de uma matriz com textura vítrea, afanítica ou fanerítica. Embora nem todas as rochas porfiroides sejam pórfiros, a designação deriva da semelhança que a textura porfírica, própria das rochas ditas porfiroides, tem com a textura e aparência do pórfiro.

## Descrição
A presença desta textura numa rocha significa que a mesma sofreu duas fases de cristalização distintas: (1) uma primeira, mais lenta e a profundidade maior, em que cristalizaram os fenocristais; e (2) uma segunda, mais rápida e a menor profundidade (ou mesmo à superfície) em que se deu a cristalização da matriz.
Os porfiroides podem ser extrusivos, com cristais grandes, ou fenocristais depositados numa matrizes de cristais microscópicos, como o basalto porfirítico; ou intrusivos com cristais individuais na matriz, facilmente discerníveis à simples vista, mas de dimensões claramente diferentes, como ocorre no granito porfirítico.
A maioria dos tipos de rochas ígneas podem apresentar algum tipo de textura porfirítica. O principal tipo de rocha com textura porfirítica é o pórfiro, mas nem todas os porfiroides são pórfiros.

## Formação
As rochas porfiroides formam-se quando uma coluna de magma, ao elevar-se em direcção à superfície, arrefece em dois estádios: num primeiro estádio, o magma se arrefece lentamente em zonas profundas da crusta terrestre, permitindo a formação de cristais com um diâmetro de 2 mm ou superior; no estádio final, o magma arrefece rapidamente a menor profundidade, ou ao transformar-se na lava da erupção de um vulcão, criando pequenos cristais que normalmente não são visíveis a olho nu.